# نيل س. ويلسون
نيل س. ويلسون (بالإنجليزية: Neal C. Wilson)‏ هو قس أمريكي، ولد في 5 يوليو 1920 في لودي في الولايات المتحدة، وتوفي في 14 ديسمبر 2010 في Dayton, Maryland ‏ في الولايات المتحدة.